# Chiridotea tuftsii
Chiridotea tuftsii là một loài chân đều trong họ Chaetiliidae. Loài này được Stimpson miêu tả khoa học năm 1853.